# 부운
《부운》(浮雲, Floating Clouds)은 일본에서 제작된 나루세 미키오 감독의 1955년 드라마, 멜로/로맨스 영화이다. 타카미네 히데코 등이 주연으로 출연하였다.
이 영화는 일본에서 나루세 감독의 가장 유명한 영화이다. 1999년 키네마 준포지가 수행한, 140명의 일본 비평가와 영화 제작자 선거에서 2번째로 좋은 일본 영화로 선정되었다.

## 출연

### 주연
- 타카미네 히데코
- 모리 마사유키

### 조연
- 오카다 마리코
- 야마가타 이사오
- 나카키타 치에코
- 카토 다이수케
- 모쿠쇼 마유리

## 기타
- 원작자: 하야시 후미코